# Popowce (rejon czortkowski)
Popowce – wieś na Ukrainie w rejonie czortkowskim należącym do obwodu tarnopolskiego.
Do 2020 w rejonie zaleszczyckim.
W Popowcach urodził się Michał Piwoszczuk (1893–1974), podpułkownik broni pancernych Wojska Polskiego, kawaler Orderu Virtuti Militari.